# Comuna Nicolae Bălcescu, Călărași
Nicolae Bălcescu (în trecut, Principele Mihai) este o comună în județul Călărași, Muntenia, România, formată din satele Fântâna Doamnei, Nicolae Bălcescu (reședința) și Paicu.

## Așezare
Comuna se află în nordul județului, la limita cu județul Ialomița. Este traversată de autostrada București–Constanța, dar nu este deservită de nicio ieșire a acesteia, cea mai apropiată fiind cea de la Lehliu Gară. În schimb, prin comună trece șoseaua județeană DJ305, care o leagă spre nord-est de Lehliu (unde se termină în DN3) și spre sud de Gurbănești. Comuna este deservită și pe calea ferată București-Constanța, de halta de mișcare Preasna.

## Demografie
Componența etnică a comunei Nicolae Bălcescu
     Români (92,62%)
     Alte etnii (7,38%)
Componența confesională a comunei Nicolae Bălcescu
     Ortodocși (91,88%)
     Alte religii (0,68%)
     Necunoscută (7,45%)
Conform recensământului efectuat în 2021, populația comunei Nicolae Bălcescu se ridică la 1.625 de locuitori, în scădere față de recensământul anterior din 2011, când fuseseră înregistrați 1.776 de locuitori. Majoritatea locuitorilor sunt români (92,62%). Din punct de vedere confesional, majoritatea locuitorilor sunt ortodocși (91,88%), iar pentru 7,45% nu se cunoaște apartenența confesională.

## Politică și administrație
Comuna Nicolae Bălcescu este administrată de un primar și un consiliu local compus din 11 consilieri. Primarul, Georgiana Teodorescu[*], de la Partidul Social Democrat, este în funcție din 1 noiembrie 2024. Începând cu alegerile locale din 2024, consiliul local are următoarea componență pe partide politice:
|  | Partid                          | Consilieri | Componența Consiliului | Componența Consiliului | Componența Consiliului | Componența Consiliului | Componența Consiliului | Componența Consiliului | Componența Consiliului |
|  | ------------------------------- | ---------- | ---------------------- | ---------------------- | ---------------------- | ---------------------- | ---------------------- | ---------------------- | ---------------------- |
|  | Partidul Social Democrat        | 7          |                        |                        |                        |                        |                        |                        |                        |
|  | Partidul Național Liberal       | 3          |                        |                        |                        |                        |                        |                        |                        |
|  | Alianța pentru Unirea Românilor | 1          |                        |                        |                        |                        |                        |                        |                        |

## Istorie
La sfârșitul secolului al XIX-lea, comuna nu exista, iar din satele ei exista doar satul Paicu, arondat comunei Gurbănești-Coțofanca din plasa Negoiești a județului Ilfov; satul avea 191 de locuitori și o biserică. În 1925, este consemnat în aceeași comună și satul Fântâna Doamnei, iar comuna făcea parte din plasa Sărulești a aceluiași județ. Comuna a apărut, cu numele de Principele Mihai, în 1931, iar satele ei componente erau Fântâna Doamnei, Paicu, Principele Mihai și Suliman.
După al Doilea Război Mondial, comuna a luat numele de Nicolae Bălcescu și a fost în 1950 transferată raionului Brănești și apoi (după 1952) raionului Lehliu din regiunea București, iar satul Sulimanu a trecut la comuna Sărulești. În 1968, comuna Nicolae Bălcescu a revenit la județul Ilfov, reînființat. În 1981, o reorganizare administrativă regională a dus la transferarea comunei la județul Călărași.